# Agnieszka Wolska
Agnieszka Wolska (* 4. September 1981 in Danzig, Polen) ist eine ehemalige polnische Handballspielerin.
Die 1,78 m große Rückraumspielerin spielte ab dem Jahre 2000 beim polnischen Erstligisten MKS Zagłębie Lubin. Ab 2004 lief sie für den Ligakonkurrenten Nata AZS AWFiS Gdańsk auf und stand von 2005 bis 2007 beim deutschen Bundesligisten Frankfurter Handball Club unter Vertrag. Ab Januar 2008 spielte die Linkshänderin beim norwegischen Erstligisten Fjellhammer IL. Im Sommer 2008 schloss sie sich dem polnischen Erstligisten SPR Lublin an. Zur Saison 2010/11 wechselte Wolska zu Start Elbląg, bei dem sie nach der Saison 2014/15 ihre Karriere beendete.
Wolska absolvierte 92 Länderspiele für Polen, in denen sie circa 180 Treffer erzielte.